# HD170140
HD170140 — подвійна зоря. 
Дана подвійна система має видиму зоряну величину в смузі V приблизно 10,4.

## Подвійна зоря
Головна зоря цієї системи належить до хімічно пекулярних зір й має спектральний клас A2.
Інша компонента має  спектральний клас F2.